# 동고사
동고사(東固寺)는 대한민국 전북특별자치도 전주시 완산구 교동에 있는 사찰이다. 1984년 4월 1일 전북특별자치도의 문화재자료 제2호로 지정되었다.

## 개요
이 절은 신라 헌강왕 2년(876)에 승려 도선(道先)이 창건한 사찰로 전주의 동쪽에 위치하고 있다 하여 동고사(東固寺)라 칭했다고 한다.
935년 10월 신라 경순왕 김부(金傅)가 고려 태조에게 항복하려 하자 막내 아들 덕지(德摯) 왕자가 그 불가함을 극력 간(諫)하였으나 뜻을 이루지 못하자 출가하여 범공(梵空)이란 승명으로 나라 잃은 설움을 달래며, 부왕과 어머니·마의태자 등 5인의 상을 목각으로 조성하여 이 절에 봉안했다고 한다.
그리하여 후대에 경순왕의 이름을 따서 ‘김부대왕(金傅大王)절' 또는 ‘진불대왕(眞佛大王)절'이라 불렀다고 한다.
이곳 동고사(東固寺)는 1592년(선조 25) 임진왜란 때 불에 타 없어졌으나, 1844년(조선 헌종 10) 허주(虛舟) 스님이 지금의 자리로 옮겨 중창하고, 그 후 영담(暎潭) 스님이 1946년에 대웅전 등을 새로 지어 오늘의 모습을 갖췄다.

## 참고 자료
- 동고사 - 국가유산청 국가유산포털